# Льонолисник кримський
Льонолисник кримський (Thesium krymense) — вид квіткових рослин родини санталових (Santalaceae).

## Біоморфологічна характеристика
Це лежачий багаторічник заввишки 6–10 см, зеленувато-жовтий, голий. Листки чергові, прості, лінійні. Усі листки схожі, 12–16 × 0.5–0.6 мм. Суцвіття переважно одностороннє, займає менше половини стебла. Квітки жовтуваті, п'ятичленні, 1.75–2.25 мм (включаючи зону зав'язі). Плід горіхоподібний.

## Поширення
Ендемік Криму.
Населяє гірські чи вапнякові схили.